# Tommy Hansen
Pour les articles homonymes, voir Thomas Hansen (homonymie) et Hansen.
 (juin 2020).
Si vous disposez d'ouvrages ou d'articles de référence ou si vous connaissez des sites web de qualité traitant du thème abordé ici, merci de compléter l'article en donnant les références utiles à sa vérifiabilité et en les liant à la section « Notes et références ».
Tommy Hansen (de son vrai nom Filip Trojovský), né le 16 mars 1982 à Havířov (Tchécoslovaquie), est un acteur de films pornographiques gays tchèque. 

## Biographie
Il est apparu pour la première fois dans une vidéo de la compagnie Bel Ami en 2001. Il est vite devenu la quintessence du twinkie des fantasmes gays avec ses cheveux blonds, ses yeux bruns, ses abdominaux et ses pectoraux bien dessinés et son sexe non circoncis. Il joue généralement le rôle de passif avec ses partenaires de vidéo, mais a aussi joué des rôles d'actif et même une scène de bareback. 
Il a travaillé en parallèle à sa carrière d'acteur porno comme mannequin. Il a pu percer hors du milieu pornographique en tournant dans une publicité télévisée allemande pour un des produits laitiers Müller en 2005. Le journal Bild informa alors le public allemand du passé de l'acteur, provoquant le scandale et forçant la compagnie à retirer la publicité.
La même année en août, il a participé à la version tchèque de l'émission télévisée Big Brother. La maison de production Bel Ami avait voulu l'en dissuader afin de protéger l'anonymat des acteurs porno gays tchèques, qui risquait d'être révélé avec l'intérêt porté par le grand public. L'acteur reconnut au cours de l'émission avoir tourné des films pornographiques, mais après avoir dû quitter l'émission, il y revint et resta jusqu'en décembre 2005.
Trojovský fait aussi du kickboxing, jouant dans le club Arena de sa ville, Brno. Il joue aussi au football américain avec les Brno Alligators.

## Vidéographie
- 2001 : 101 Men Part 11
- 2002 : Personal Trainers : Part 5
- 2003 : Alpine Adventure
- 2003 : Julian
- 2004 : Greek Holiday Part 2 : Cruising Mykonos
- 2004 : Greek Holiday Part 1 : Cruising the Aegean
- 2005 : Lukas in Love : Part 2
- 2005 : Lukas in Love
- 2006 : Out in Africa 1
- 2006 : Out in Africa 2
- 2006 : Pillow Talk 1
- 2006 : Flings 2 (2006)
- 2008 : Johan's Journal Part 1 : Sun Kissed
- 2008 : Out at Last 6 : Web Site Stories
- 2008 : The Private Life of Brandon Manilow